# Sainte-Thérence

Saint-Yorre este o comună în departamentul Allier din centrul Franței. În 1 ianuarie 2022 avea o populație de 179 de locuitori.